# Gran Premio Valderas
El Gran Premio Valderas, también conocido como Poule de Potrancas, es uno de los grandes premios que se disputa desde 1961 en el Hipódromo de la Zarzuela de Madrid, durante la temporada de primavera, en el mes de abril. La carrera está destinada a potrancas de tres años sobre una distancia de 1.600 metros. 
Es parte de la Triple Corona española para las potrancas junto al Gran Premio Beamonte y al Gran Premio Villamejor.

## Palmarés[1][2][3]
| Gran Premio Valderas |                                                             |                                                             |                                                             |                                                             |                                                             |
| 2025                 | OCTANS (SPA)                                                | Václav Janáček                                              | Guillermo Arizcorreta                                       | Yeguada Rocío                                               | 1600m                                                       |
| 2024                 | SPIRITUALE (FR)                                             | Antoine Werlé                                               | Álvaro Soto                                                 | Cuadra Mediterráneo                                         | 1600m                                                       |
| 2023                 | LOVE FOR LIFE (FR)                                          | Sylvain Ruis                                                | Aleksandre Tsereteli                                        | Cuadra Wine & Roses, S.C.                                   | 1600m                                                       |
| 2022                 | INISHNEE (IRE)                                              | Ricardo Sousa                                               | Mauricio Delcher Sánchez                                    | Cuadra Javier Maldonado                                     | 1600m                                                       |
| 2021                 | MARACAY (SPA)                                               | Borja Fayos                                                 | Alfonso Núñez                                               | Cuadra Toledo                                               | 1600m                                                       |
| 2020                 | PRAVIA (SPA)                                                | Václav Janáček                                              | Guillermo Arizcorreta                                       | Yeguada Rocío                                               | 1600m                                                       |
| 2019                 | UDALLA (IRE)                                                | François Xabier Bertras                                     | Patrik Olave                                                | Cuadra Bering                                               | 1600m                                                       |
| 2018                 | KODIAK WEST (IRE)                                           | José Luis Martínez                                          | Mauricio Delcher Sánchez                                    | Cuadra Javier Maldonado                                     | 1600m                                                       |
| 2017                 | HONEYMOON TRIP (FR)                                         | José Luis Martínez                                          | Mariano Hernández                                           | Cuadra Ondarreta                                            | 1600m                                                       |
| 2016                 | AVENUE DARGENT (FR)                                         | Borja Fayos                                                 | Ioannes Osorio                                              | Cuadra Roberto Cocheteux                                    | 1600m                                                       |
| 2015                 | No se disputó esta edición                                  | No se disputó esta edición                                  | No se disputó esta edición                                  | No se disputó esta edición                                  | No se disputó esta edición                                  |
| 2014                 | VALLILA (GB)                                                | Borja Fayos                                                 | Óscar Anaya                                                 | Cuadra Tres Malagueñas                                      | 1600m                                                       |
| 2013                 | FILLY MEDI (FR)                                             | Julien Grosjean                                             | Christian Delcher                                           | Cuadra Safsaf                                               | 1600m                                                       |
| 2012                 | KETALA (SPA)                                                | Marco Secci                                                 | Jesús López                                                 | Cuadra LAC Internacional                                    | 1600m                                                       |
| 2011                 | ASPASIA DE MILETO (GB)                                      | Jeremy Crocquevieille                                       | Ioannes Osorio                                              | Cuadra Duque de Alburquerque                                | 1600m                                                       |
| 2010                 | ERCOLINI (IRE)                                              | José Luis Martínez                                          | Francisco Rodríguez                                         | Cuadra Reza Pazooki                                         | 1600m                                                       |
| 2009                 | ZENSIDE (IRE)                                               | Julien Grosjean                                             | Yan Durepaire                                               | Cuadra Safsaf                                               | 1600m                                                       |
| 2008                 | LA GALERNA (IRE)                                            | Matías Borrego                                              | Yan Durepaire                                               | Cuadra La Cincha                                            | 1600m                                                       |
| 2007                 | GOLDING STAR (FR)                                           | Borja Fayos                                                 | José Carlos Lopera                                          | Cuadra Helping Hand Real Estate                             | 1600m                                                       |
| 2006                 | NURENIEVA (FR)                                              | José Manuel Borrego                                         | Christian Delcher                                           | Cuadra Zurraquin                                            | 1600m                                                       |
| 2005 - 1997          | No se disputó debido al cierre del Hipódromo de la Zarzuela | No se disputó debido al cierre del Hipódromo de la Zarzuela | No se disputó debido al cierre del Hipódromo de la Zarzuela | No se disputó debido al cierre del Hipódromo de la Zarzuela | No se disputó debido al cierre del Hipódromo de la Zarzuela |
| 1996                 | SUA (IRE)                                                   | Sergio Vidal                                                | Mauricio Delcher Poulies                                    | Cuadra Valle de Anleo                                       | 1600m                                                       |
| 1995                 | EOWYN (GB)                                                  | Jesús Albeiro Machado                                       | Diego Martínez                                              | Cuadra Viguria                                              | 1600m                                                       |
| 1994                 | PIGALLE (SPA)                                               | Roberto Jorge Rossi                                         | Facundo Bedouret                                            | Cuadra Lemon                                                | 1600m                                                       |
| 1993                 | MOLINERA (SPA)                                              | John Reid                                                   | Enrique Bedouret                                            | Cuadra Alborada                                             | 1600m                                                       |
| 1992                 | DOUBERTA (FR)                                               | Florentino González                                         | Román Martín Sánchez                                        | Cuadra Madrileña                                            | 1600m                                                       |
| 1991                 | SALAAM (SPA)                                                | Cash Asmussen                                               | Enrique Bedouret                                            | Cuadra Alborada                                             | 1600m                                                       |
| 1990                 | ROBERTIYA (FR)                                              | Patrick Vincent Gilson                                      | Enrique Bedouret                                            | Cuadra Alborada                                             | 1600m                                                       |
| 1989                 | SHADARA (SPA)                                               | Tony Ives                                                   | Miguel Alonso Gómez                                         | Cuadra San Marcial                                          | 1600m                                                       |
| 1988                 | LISANDRA (SPA)                                              | Vicente Cañizo                                              | Enrique Bedouret                                            | Cuadra Balda                                                | 1600m                                                       |
| 1987                 | TERESA (SPA)                                                | Claudio Carudel                                             | Claudio Carudel                                             | Cuadra Rosales                                              | 1600m                                                       |
| 1986                 | HUNTING STAR (SPA)                                          | Olindo Mongelluzzo                                          | Juan Jesús Ceca                                             | Cuadra Almohaza                                             | 1600m                                                       |
| 1985                 | CARUCHITA (SPA)                                             | Olindo Mongelluzzo                                          | Bonifacio Vergara                                           | Cuadra La Navata                                            | 1600m                                                       |
| 1984                 | GIFTMARA (SPA)                                              | Paulino García                                              | Miguel Alonso Gómez                                         | Cuadra Edemi                                                | 1600m                                                       |
| 1983                 | MANOLA (SPA)                                                | Cristóbal Medina                                            | Ángel Francisco Sánchez                                     | Cuadra Oliva-Sanz                                           | 1600m                                                       |
| 1982                 | LA NOVIA (SPA)                                              | Bartolomé Gelabert                                          | Francisco Miliá                                             | Cuadra Mendoza                                              | 1600m                                                       |
| 1981                 | TIJUANA BLUE (SPA)                                          | Juan Pedro Martín                                           | Francisco Miliá                                             | Cuadra Mendoza                                              | 1600m                                                       |
| 1980                 | HELINA (SPA)                                                | Claudio Carudel                                             | Fulgencio de Diego                                          | Cuadra Rosales                                              | 1600m                                                       |
| 1979                 | AVALANCHA (SPA)                                             | Román Martín Sánchez                                        | Ángel Antonio Penna                                         | Cuadra Mendoza                                              | 1600m                                                       |
| 1978                 | ONDINOA (SPA)                                               | José Antonio Borrego                                        | Juan Jesús Ceca                                             | Cuadra Asturias                                             | 1600m                                                       |
| 1977                 | RATHER (SPA)                                                | Claudio Carudel                                             | Fulgencio de Diego                                          | Cuadra Rosales                                              | 1600m                                                       |
| 1976                 | BRUNA (SPA)                                                 | Román Martín Sánchez                                        | Marcos Carrasco                                             | Cuadra Ibiza                                                | 1600m                                                       |
| 1975                 | LADY SNOB (SPA)                                             | Ceferino Carrasco                                           | José Barderas                                               | Cuadra Vimar                                                | 1600m                                                       |
| 1974                 | MASLLANA (SPA)                                              | Florentino González                                         | Enrique Romera                                              | Cuadra Bola Negra                                           | 1600m                                                       |
| 1973                 | PENTAGONA (SPA)                                             | Claudio Carudel                                             | Fulgencio de Diego                                          | Cuadra Rosales                                              | 1600m                                                       |
| 1972                 | LA LUZ (SPA)                                                | Román Martín Sánchez                                        | Enrique Romera                                              | Cuadra Audele                                               | 1600m                                                       |
| 1971                 | JAZMIN IV (SPA)                                             | Claudio Carudel                                             | Fulgencio de Diego                                          | Cuadra Rosales                                              | 1600m                                                       |
| 1970                 | IRIAN (SPA)                                                 | José Santisteban                                            | Felipe Sánchez Llanos                                       | Cuadra Dos Estrellas                                        | 1600m                                                       |
| 1969                 | HERVES (SPA)                                                | José Antonio Borrego                                        | Luis Maroto                                                 | Cuadra Castilla                                             | 1600m                                                       |
| 1968                 | GRIBU (SPA)                                                 | Adolfo Barderas                                             | Estanislao Serrano                                          | Yeguada Urdiñ Oriya                                         | 1600m                                                       |
| 1967                 | LA SCANDALOSSA (SPA)                                        | José Antonio Borrego                                        | Jesús Méndez                                                | Cuadra Conde de Villapadierna                               | 1600m                                                       |
| 1966                 | EUREKA (SPA)                                                | Claudio Carudel                                             | André Carudel                                               | Cuadra Dos Estrellas                                        | 1600m                                                       |
| 1965                 | DALIA (SPA)                                                 | Maurice René Roger Langlois                                 | Carlos Díez                                                 | Cuadra La Rubita                                            | 1600m                                                       |
| 1964                 | GLORIA (SPA)                                                | Claudio Carudel                                             | Enrique Romera Prieto                                       | Yeguada Figueroa                                            | 1600m                                                       |
| 1963                 | CARABAN (SPA)                                               | Jean Claude Majerus                                         | Jesús Méndez                                                | Cuadra Cisne                                                | 1600m                                                       |
| 1962                 | TOKARA (SPA)                                                | Claudio Carudel                                             | Jesús Méndez                                                | Cuadra Ramón Beamonte                                       | 1600m                                                       |
| 1961                 | FOLIE (SPA)                                                 | Claudio Carudel                                             | Jesús Méndez                                                | Cuadra Ramón Beamonte                                       | 1600m                                                       |